# Meiriele Hora
Meiriele Charamba Santos Hora (ur. 6 sierpnia 2001) – brazylijska zapaśniczka. Srebrna medalistka mistrzostw Ameryki Południowej w 2019. Trzecia na mistrzostwach panamerykańskich juniorów w 2019 i na igrzyskach panamerykańskich juniorów w 2021 roku.